# Mighty Crusaders
Mighty Crusaders är en amerikansk superhjältegrupp. De figurerade från början i serietidningen Fly-Man nummer 31, 32 och 33 innan de fick den egna serietidningen The Mighty Crusaders. The Mighty Crusaders skapades av Jerry Siegel och publicerades av Archie Comics i totalt sju nummer mellan november 1965 till november 1966. Mighty Crusaders återlanserades av Red Circle Comics år 1983 och senare år 1992 av DC Comics under namnet The Crusaders.

## Rollfigurer

### Första uppsättningen
- Black Hood
- The Comet
- The Fly
- Flygirl
- The Shield

### Andra uppsättningen
- Black Hood II
- The Comet
- Darkling
- The Fly
- Flygirl
- The Jaguar
- Lancelot Strong: Shield II
- The Shield I
- The Web II

### Tredje uppsättningen
- The Comet
- Inferno
- Flygirl
- The Shield
- The Web
- Hangman
- The Fox
- Jaguar
- War Eagle